# Raulian Paiva
Raulian Paiva Frazão (Santana, 17 de outubro de 1995) é um lutador profissional de artes marciais mistas brasileiro, que atualmente compete pelo UFC na categoria dos galos.

## Início
Paiva nasceu e foi criado em Santana, Amapá. Ele começou sua carreira no MMA aos 18 anos.
Em 21 de outubro de 2018, Raulian e sua namorada Tieli Alves estavam saindo de uma boate em Santana, quando foram atropelados pelos dois homens num carro, antes, os mesmos haviam assediado a namorada do atleta. Raulian não sofreu nenhuma lesão grave, mas sua namorada acabou sofrendo um trauma severo na cabeça ficando em coma por 6 dias, vindo a falecer. Em memória de Tieli, Raulian entra sempre pra lutar com o nome dela escrito em seu protetor bucal.

## Carreira no MMA

### Ultimate Fighting Championship
Paiva fez sua estreia no UFC em 9 de fevereiro de 2019 no UFC 234: Adesanya vs. Silva enfrentando Kai Kara-France. Ele perdeu por decisão dividida.
Sua próxima luta veio em 10 de agosto de 2019 no UFC Fight Night: Shevchenko vs. Carmouche 2 contra Rogério Bontorin. Ele perdeu por nocaute técnico no primeiro round após sofrer um corte profundo no supercílio esquerdo.
Paiva enfrentou Mark De La Rosa em 15 de fevereiro de 2020 no UFC Fight Night: Anderson vs. Błachowicz 2. Ele venceu por nocaute no primeiro round.

## Cartel no MMA
| Cartel no MMA   |             |            |
| 26 lutas        | 21 vitórias | 5 derrotas |
| Por nocaute     | 4           | 2          |
| Por finalização | 3           | 1          |
| Por decisão     | 14          | 2          |

| Res.    | Cartel | Oponente                       | Método                                 | Evento                                       | Data       | Round | Tempo | Local                  | Notas              |
| ------- | ------ | ------------------------------ | -------------------------------------- | -------------------------------------------- | ---------- | ----- | ----- | ---------------------- | ------------------ |
| Derrota | 21-5   | Sergey Morozhov                | Decisão (Unânime)                      | UFC on ESPN: Tsarukyan vs. Gamrot            | 25/06/2022 | 3     | 5:00  | Las Vegas, Nevada      |                    |
| Derrota | 21-4   | Sean O’Malley                  | Nocaute Técnico (socos)                | UFC 269: Oliveira vs. Poirier                | 11/12/2021 | 1     | 4:42  | Las Vegas, Nevada      |                    |
| Vitória | 21-3   | Kyler Phillips                 | Decisão (unânime)                      | UFC on ESPN: Sandhagen vs. Dillashaw         | 24/07/2021 | 3     | 5:00  | Enterprise, Nevada     | Estreia nos Galos. |
| Vitória | 20-3   | Zhalgas Zhumagulov             | Decisão (unânime)                      | UFC 251: Usman vs. Masvidal                  | 11/07/2020 | 3     | 5:00  | Abu Dhabi              |                    |
| Vitória | 19-3   | Mark De La Rosa                | Nocaute (socos)                        | UFC Fight Night: Anderson vs. Błachowicz II  | 15/02/2020 | 2     | 4:42  | Rio Rancho, New Mexico |                    |
| Derrota | 18-3   | Rogério Bontorin               | Nocaute Técnico (interrupção médica)   | UFC Fight Night: Shevchenko vs. Carmouche II | 10/08/2019 | 1     | 2:56  | Montevideo             |                    |
| Derrota | 18-2   | Kai Kara-France                | Decisão (dividida)                     | UFC 234: Adesanya vs. Silva                  | 10/02/2019 | 3     | 5:00  | Melbourne              | Estreia no UFC.    |
| Vitória | 18-1   | Allan Nascimento               | Decisão (dividida)                     | Dana White’s Contender Series Brazil 1       | 11/08/2018 | 3     | 5:00  | Las Vegas, Nevada      |                    |
| Vitória | 17-1   | Iliarde Santos                 | Nocaute (socos)                        | Salvaterra Marajo Fight 7                    | 30/11/2017 | 1     | 0:58  | Salvaterra             |                    |
| Vitória | 16-1   | Lisrael Pereira Figueiredo     | Finalização (triângulo de mão)         | Pezao Combate - Raulian vs. Miojo            | 30/09/2017 | 1     | 4:29  | Macapá                 |                    |
| Vitória | 15-1   | Renan Carlos dos Santos Silva  | Finalização (estrangulamento anaconda) | Eco Fight Championship 18                    | 06/05/2017 | 2     | 2:08  | Macapá                 |                    |
| Vitória | 14-1   | Jefte Costa Brilhante          | Decisão (unânime)                      | W-Combat 21                                  | 15/04/2017 | 3     | 5:00  | Santana                |                    |
| Vitória | 13-1   | Adriano da Silva Santana       | Decisão (dividida)                     | North Extreme Cagefighting 31                | 10/12/2016 | 3     | 5:00  | Macapá                 |                    |
| Vitória | 12-1   | Chrysangelo Moraes             | Decisão (unânime)                      | North Extreme Cagefighting 27                | 09/07/2016 | 3     | 5:00  | Amapá                  |                    |
| Vitória | 11-1   | Jose Silva da Silva Jr.        | Nocaute Técnico (socos)                | North Extreme Cagefighting 25                | 04/06/2016 | 3     | 0:49  | Oiapoque               |                    |
| Vitória | 10-1   | Rogerio Ferreira Furtado       | Decisão (unânime)                      | North Extreme Cagefighting 23                | 13/02/2016 | 3     | 5:00  | Santana                |                    |
| Vitória | 9-1    | Klebson Freitas Araujo         | Nocaute Técnico (socos)                | Iron Man Vale Tudo 29                        | 19/12/2015 | 1     | 1:12  | Macapá                 |                    |
| Vitória | 8-1    | Juvencio Barbosa Coelho        | Decisão (unânime)                      | Expo Fight 16                                | 04/11/2015 | 3     | 5:00  | Macapá                 |                    |
| Vitória | 7-1    | Jonas dos Santos               | Decisão (unânime)                      | Expo Fight 16                                | 04/11/2015 | 3     | 5:00  | Macapá                 |                    |
| Derrota | 6-1    | Luan Lacerda                   | Finalização (estrangulamento anaconda) | Eco Fight Championship 15                    | 03/10/2015 | 3     | 3:50  | Macapá                 |                    |
| Vitória | 6-0    | Lucas Danilo Sa Bessa          | Decisão (unânime)                      | North Extreme Cagefighting 17                | 09/05/2015 | 3     | 5:00  | Santana                |                    |
| Vitória | 5-0    | Junior de Souza Valente        | Finalização (kimura)                   | Gladiadores MMA 4 - Simao vs. Roberto        | 20/12/2014 | 2     | 1:46  | Macapá                 |                    |
| Vitória | 4-0    | Aluizio Bruno Silva dos Santos | Decisão (unânime)                      | W-Combat 20                                  | 13/09/2014 | 3     | 5:00  | Macapá                 |                    |
| Vitória | 3-0    | Edflavio da Silva Freitas      | Decisão (unânime)                      | North Extreme Cagefighting 14                | 14/06/2014 | 3     | 5:00  | Macapá                 |                    |
| Vitória | 2-0    | Werllen Furtado dos Santos     | Decisão (unânime)                      | W-Combat 19                                  | 21/12/2013 | 3     | 5:00  | Amapá                  |                    |
| Vitória | 1-0    | Moises Santos                  | Decisão (unânime)                      | ExpoFight Amapa                              | 01/10/2013 | 3     | 5:00  | Macapá                 |                    |